# غوستباسترز: ذا فيديو جيم
غوستباسترز: ذا فيديو جيم (بالإنجليزية: Ghostbusters: The Video Game)‏ هي لعبة فيديو مقتبسة من الفيلم الشهير بنفس العنوان إنتاج عام 2009. أصدرت اللعبة لجهاز البلاي ستيشن 3، والحاسوب الشخصي، والإكس بوكس 360 والبلاي ستيشن 2، والبلاي ستيشن بورتبل، الوي، والنينتندو دي إس واللعبة من إنتاج شركة آتاري.

## القصة
قصة اللعبة مقتبسة من الفيلم الذي يحمل نفس العنوان وهي تدور عن 4 شخصيات رئيسية هي: بيتر فينكمان وراي ستانتز وايجون سبينجلر ووينستون زيدمور وهم أربع علماء يقومون بعدة مهام للقبض على الأشباح التي تصادفهم أثناء مهمتهم عن طريق جهاز اخترعوه بأنفسهم يقوم بامتصاص الأشباح. ويتم القبض على الأشباح بثلاث خطوات متتالية وهي:
- الخطوة الأولى: البحث عن الشبح في المكان المقصود في المهمة والعثور عليه.
- الخطوة الثانية: التصويب على الشبح من قبل جميع أفراد الفريق والضغط على الزناد حتى تضعف قوة الشبح.
- الخطوة الثالثة: إطلاق القرص الذي يسجن الأشباح داخله.

## روابط خارجية
- غوستباسترز: ذا فيديو جيم على موقع IMDb (الإنجليزية)